# Ormetica taeniata
Ormetica taeniata är en fjärilsart som beskrevs av Guérin-meneville 1844. Ormetica taeniata ingår i släktet Ormetica och familjen björnspinnare. Inga underarter finns listade i Catalogue of Life.